# 憲法權利聯盟
憲法權利聯盟（亞美尼亞語：Սահմանադրական իրավունքների միություն）是亞美尼亞的一個保守主義政黨，該黨成立於1989年。總部設立於亞美尼亞首都葉里溫。

## 歷史
憲法權利聯盟參加了1999年亞美尼亞議會選舉，並在亞美尼亞共和國國民議會中獲得7個席位。
2020年，憲法權利聯盟支持國土拯救運動政治聯盟。
2021年，憲法權利聯盟與國家之聲黨和走向俄羅斯黨一起加入“新聯盟”政治聯盟。
2021年4月，憲法權利聯盟與阿爾察赫共和國之政黨正義黨在阿爾察赫簽署合作備忘錄。
憲法權利聯盟沒有參加最近的任何議會選舉，目前在亞美尼亞共和國國民議會中沒有任何席位。  

## 意識形態
憲法權利聯盟反對共產主義和自由主義。該黨的目標是讓亞美尼亞成為俄羅斯、喬治亞、伊朗和阿拉伯國家之間的合作中心。

## 黨魁
憲法權利聯盟目前的黨魁為海克·巴布漢揚。